# Bleiche Ragwurz
Die Bleiche Ragwurz, auch Blasse Ragwurz genannt, (Ophrys pallida) ist eine Pflanzenart aus der Gattung Ragwurzen (Ophrys) in der Familie der Orchideengewächse (Orchidaceae).

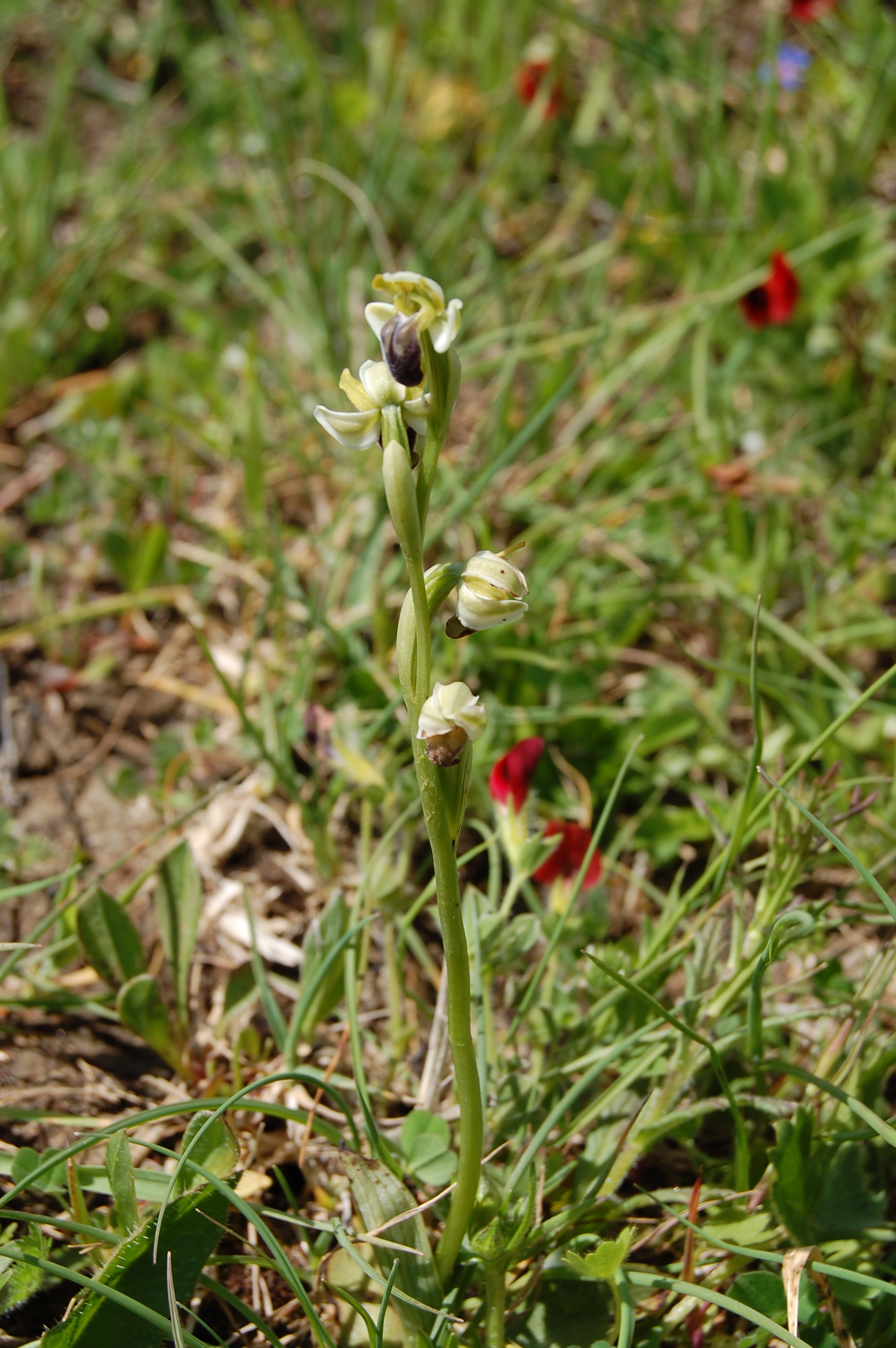
Bleiche Ragwurz (Ophrys pallida)

## Beschreibung

### Vegetative Merkmale
Die Bleiche Ragwurz wächst als ausdauernde krautige Pflanze und erreicht Wuchshöhen von 10 und 30 Zentimetern. Sie bildet zwei ellipsodisch-kugelige Knollen als Überdauerungsorgane.
Am Grund des Stängels findet man ein bis zwei Schuppenblätter. Drei bis sechs Laubblätter sind in einer grundständigen Blattrosette zusammengefasst, und weiter oben am Stängel sieht man ein bis drei scheidige Blätter.

### Generative Merkmale
Der Blütenstand enthält zwei bis sechs Blüten und die Tragblätter sind länger als die Fruchtknoten.
Die zwittrige Blüte ist zygomorph und dreizählig. Die breit eiförmigen bis elliptischen Kelchblätter sind in der Regel weißlich bis grünlich gefärbt, selten erscheinen sie auch rötlich. Das mittlere Kelchblatt ist stark nach vorn gebogen, während die seitlichen rechtwinklig zur Seite weisen. Die kahlen, zungenförmigen Kronblätter erscheinen grünlich-gelb bis bräunlich, sie sind nach vorn gebogen und erscheinen am Rand wellig. Die braune Lippe weist im hinteren weiß behaarten Drittel eine Längsfurche auf. Die drei vorderen Lappen sind dunkel behaart. Das flächige Mal sitzt im Bereich der Furche und wird durch sie gegliedert, es erscheint graubraun bis grauviolett und weist vorn einen undeutlichen Rand auf. Die Lippe ist knieförmig gebeugt.
Die Chromosomenzahl beträgt 2n = 36.

## Ökologie und Phänologie
Die Blütezeit erstreckt sich von Februar bis April. Als Bestäuber wurde Andrena orbitalis beobachtet.

## Vorkommen
Von diesem Endemiten sind nur Fundorte aus dem westlichen Sizilien bestätigt. Angaben für Sardinien und Malta müssen erst noch bestätigt werden. Man findet Ophrys pallida in lichten Kiefernwäldern, Garriguen und auf ehemaligem Kulturland mit kalkhaltigen Böden. Die Bleiche Ragwurz kommt in Höhenlagen von 300 bis 1200 Metern vor.

## Taxonomie
Die Erstbeschreibung von Ophrys pallida erfolgte 1810 durch Constantine Samuel Rafinesque in Caratteri di alcuni Nuovi Generi e nuove specie di animali e piante della Sicilia, con varie osservazioni, Seite 87. Ein Synonym für Ophrys pallida Raf. ist Ophrys fusca subsp. pallida (Raf.) E.G.Camus.